# Caterina Mancini

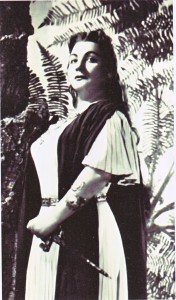
Caterina Mancini, 1958

Caterina Mancini (Genzano di Roma, 10 novembre 1924 – Roma, 21 gennaio 2011) è stata un soprano italiano.

## Biografia
Debuttò nel 1948 a Firenze ne I Lombardi alla prima crociata e nel 1950 apparve a Bologna e Venezia in Norma.
Del 1951 è l'importante esordio alla Scala nella prima ripresa postbellica di Lucrezia Borgia, che rimase l'unica presenza nel teatro milanese. Nello stesso anno partecipò a diverse edizioni radiofoniche in occasione del cinquantenario della morte di Giuseppe Verdi: Nabucco, La battaglia di Legnano, Attila, Aida, Il trovatore.
La carriera si sviluppò prevalentemente nei principali teatri italiani: tra le tappe più significative Mosè in Egitto nel 1955 a Firenze e Il duca d'Alba nel 1956 a Verona, oltre a presenze a Roma e Napoli. Fece anche alcune apparizioni sporadiche all'estero: Nizza, Monte Carlo, Bilbao, Lisbona. Importanti titoli in repertorio furono anche Un ballo in maschera, La forza del destino, Don Carlo, La Gioconda, Tosca.
In seguito ad alcuni problemi di salute, all'inizio degli anni sessanta rallentò notevolmente l'attività, che continuò per alcuni anni nel registro di mezzosoprano. Una delle performance più significative in tale veste fu nel Messiah di Händel a Dallas nel 1963, dedicato alla memoria del presidente Kennedy, assassinato pochi giorni prima nella stessa città; affrontò inoltre, dopo aver interpretato quello di Elisabetta, il ruolo di Eboli in Don Carlo .
Caterina Mancini è ricordata principalmente come soprano drammatico verdiano, grazie a una voce di notevole volume, dal timbro caldo e omogeneo e, limitatamente ai primi anni di carriera, dotata anche di una certa agilità ed estensione che le permise di affrontare il repertorio del primo Verdi.

## Repertorio
| Ruolo                                    | Titolo                         | Autore     |
| ---------------------------------------- | ------------------------------ | ---------- |
| Norma                                    | Norma                          | Bellini    |
| Lucrezia Borgia                          | Lucrezia Borgia                | Donizetti  |
| Amelia di Egmont                         | Il duca d'Alba                 | Donizetti  |
| Santuzza                                 | Cavalleria rusticana           | Mascagni   |
| La Gioconda                              | La Gioconda                    | Ponchielli |
| Floria Tosca                             | Tosca                          | Puccini    |
| Elcia                                    | Mosè in Egitto                 | Rossini    |
| Abigaille                                | Nabucco                        | Verdi      |
| Giselda                                  | I Lombardi alla prima crociata | Verdi      |
| Elvira                                   | Ernani                         | Verdi      |
| Odabella                                 | Attila                         | Verdi      |
| Lida                                     | La battaglia di Legnano        | Verdi      |
| Leonora                                  | Il trovatore                   | Verdi      |
| Amelia Grimaldi                          | Simon Boccanegra               | Verdi      |
| Amelia                                   | Un ballo in maschera           | Verdi      |
| Donna Leonora                            | La forza del destino           | Verdi      |
| Elisabetta di Valois Principessa d'Eboli | Don Carlo                      | Verdi      |
| Aida                                     | Aida                           | Verdi      |
| Agata                                    | Il franco cacciatore           | Weber      |

## Discografia
- La forza del destino (film-solo voce), con Galliano Masini, Tito Gobbi, Giulio Neri, Cloe Elmo, dir. Gabriele Santini-regia Carmine Gallone 1949 - ed. BCS
- Ernani, con Gino Penno, Giuseppe Taddei, Giacomo Vaghi, dir. Fernando Previtali - Cetra 1950[2]
- Il trovatore, con Giacomo Lauri Volpi, Carlo Tagliabue, Miriam Pirazzini, Alfredo Colella, dir. Fernando Previtali - Cetra 1951
- Aida, con Mario Filippeschi, Giulietta Simionato, Rolando Panerai, Giulio Neri, dir. Vittorio Gui - Cetra 1951
- La battaglia di Legnano, con Amedeo Berdini, Rolando Panerai, Albino Gaggi, dir. Fernando Previtali - Cetra 1951
- Nabucco, con Paolo Silveri, Antonio Cassinelli, Mario Binci, Gabriella Gatti, dir. Fernando Previtali - Cetra 1951
- Attila, con Italo Tajo, Giangiacomo Guelfi, Gino Penno, dir. Carlo Maria Giulini - dal vivo Venezia 1951 ed. GOP
- Il duca d'Alba, con Giangiacomo Guelfi, Aldo Bertocci, Dario Caselli, dir. Fernando Previtali - dal vivo RAI-Roma 1952 ed. Melodram/Bongiovanni/GOP
- Mosè (in ital.), con Nicola Rossi-Lemeni, Mario Filippeschi, Giuseppe Taddei, Agostino Lazzari, dir. Tullio Serafin - Philips 1956
- Cavalleria rusticana, con Gianni Poggi, Aldo Protti, dir. Ugo Rapalo - Philips 1958